# Голицын, Алексей Васильевич
Князь Алексей Васильевич Голицын (1665—1740) — комнатный стольник, спальник, наместник и боярин во времена правления Фёдора Алексеевича, Софьи Алексеевны, Ивана V и Петра I.
Из княжеского рода Голицыных. Старший сын князя и боярина Василия Васильевича Голицына.

## Биография
В 1676 году показан комнатным стольником малолетнего царевича Петра Алексеевича. В 1677 году комнатный стольник царя Фёдора Алексеевича. В январе 1682 года подписал Соборное уложение об отмене местничества. В апреле этого же года указано ему быть спальником царя Петра I Алексеевича. В 1686 году, вновь, комнатный стольник Петра I. В октябре 1688 года пожалован в бояре, в ноябре второй судья в Посольском приказе. В январе 1689 года приказано писаться Велико-Пермским наместником, занимал должности второго судьи: в Великороссийском и Пушкарском приказах. При царях Иване V и Петре I показан шестидесятым бояриным.
Умер в 1740 году.

## Семья
Был женат на Марии (Марфе) Исаевне Квашниной.
Дети:
- Михаил Алексеевич (1687—1775) — майор, придворный шут.
- Василий Алексеевич (1694—1732) — капитан флота, женат на княжне Анне Михайловне Лобановой-Ростовской (1702—1764).